# Juan Villoro
Juan Villoro Ruiz (Ciudad de México, 24 de septiembre de 1956) es un escritor y periodista mexicano. Ganó el Premio Herralde en 2004 por su novela El testigo.

## Biografía
Es hijo del filósofo de origen catalán Luis Villoro y de la psicoanalista yucateca Estela Ruiz Milán. Realizó sus primeros estudios en el Colegio Alemán de México. Tras estudiar la licenciatura en Sociología en la Universidad Autónoma Metropolitana (UAM), fue becario del Instituto Nacional de Bellas Artes (INBA) en el área de narrativa (1976-1977) y del Sistema Nacional de Creadores Artísticos (1994-1996).
Conocedor de la lengua y literatura alemanas, entre 1981 y 1984 estuvo como agregado cultural en la Embajada de México en Berlín Oriental.
Miembro activo en la vida periodística mexicana, Villoro escribe sobre diversos temas, como deportes, rock y cine, además de literatura, y ha colaborado en las revistas Letras Libres y Proceso; y en los diarios Reforma, La Jornada y El País. Entre 1995 y 1998, dirigió el suplemento cultural La Jornada Semanal.
Fue profesor de literatura en la Universidad Nacional Autónoma de México (UNAM) y profesor invitado en las universidades de Yale, de Boston, Pompeu Fabra, Princeton y Stanford. Sus ensayos en este campo destacan por su apertura mental, su claridad, y su hondura.
En 1980 publicó su primer libro, La noche navegable, y en 1991 su primera novela El disparo de argón. En 2004 publicó El testigo, con el cual obtuvo en España el Premio Herralde de novela, otorgado por la Editorial Anagrama.
En su literatura infantil destacan "El libro salvaje" y las 4 aventuras del Profesor Zíper.
Villoro ha incursionado en el teatro. Su obra Filosofía de vida, dirigida por Javier Daulte y protagonizada por Alfredo Alcón, estuvo más de un año en cartelera en Buenos Aires y obtuvo el Premio AC a la mejor comedia. Su monólogo Conferencia sobre la lluvia ha tenido montajes en México, España, Argentina, Chile, Colombia, Italia, Uruguay, Perú y Japón. Además de ser autor de algunas piezas, ha traducido Cuarteto, de Heiner Müller.
Desde septiembre de 2004, publica una columna en el diario Reforma, que actualmente aparece los viernes.
Sus obras han sido traducidas a otros idiomas.
El 8 de diciembre de 2012 recibió el Homenaje Nacional de Periodismo Cultural Fernando Benítez, en el marco de la XXVII Feria Internacional del Libro de Guadalajara, México. En octubre de 2013 fue elegido como miembro de El Colegio Nacional, y pronunció su discurso de ingreso el 25 de febrero de 2014, titulado Históricas pequeñeces: vertientes narrativas en la obra de Ramón López Velarde.

Entre otros galardones, en 2006 recibió el Premio Internacional de Periodismo Manuel Vázquez Montalbán por su libro de crónicas de fútbol Dios es redondo, en 2008 el Premio Ciudad de Barcelona, en la categoría de Periodismo Escrito por su reportaje de las fotografías de Robert Capa descubiertas en México, en 2009 el Premio Iberoamericano de Periodismo Rey de España por la crónica La alfombra roja. El imperio del narcoterrorismo, en 2012 el Premio Iberoamericano José Donoso por el conjunto de su obra, entregado en Chile, en 2018 el Premio Jorge Ibargüengoitia otorgado por la Universidad de Guanajuato, y en 2019 el Premio Liber por su trayectoria, otorgado por los editores de España.

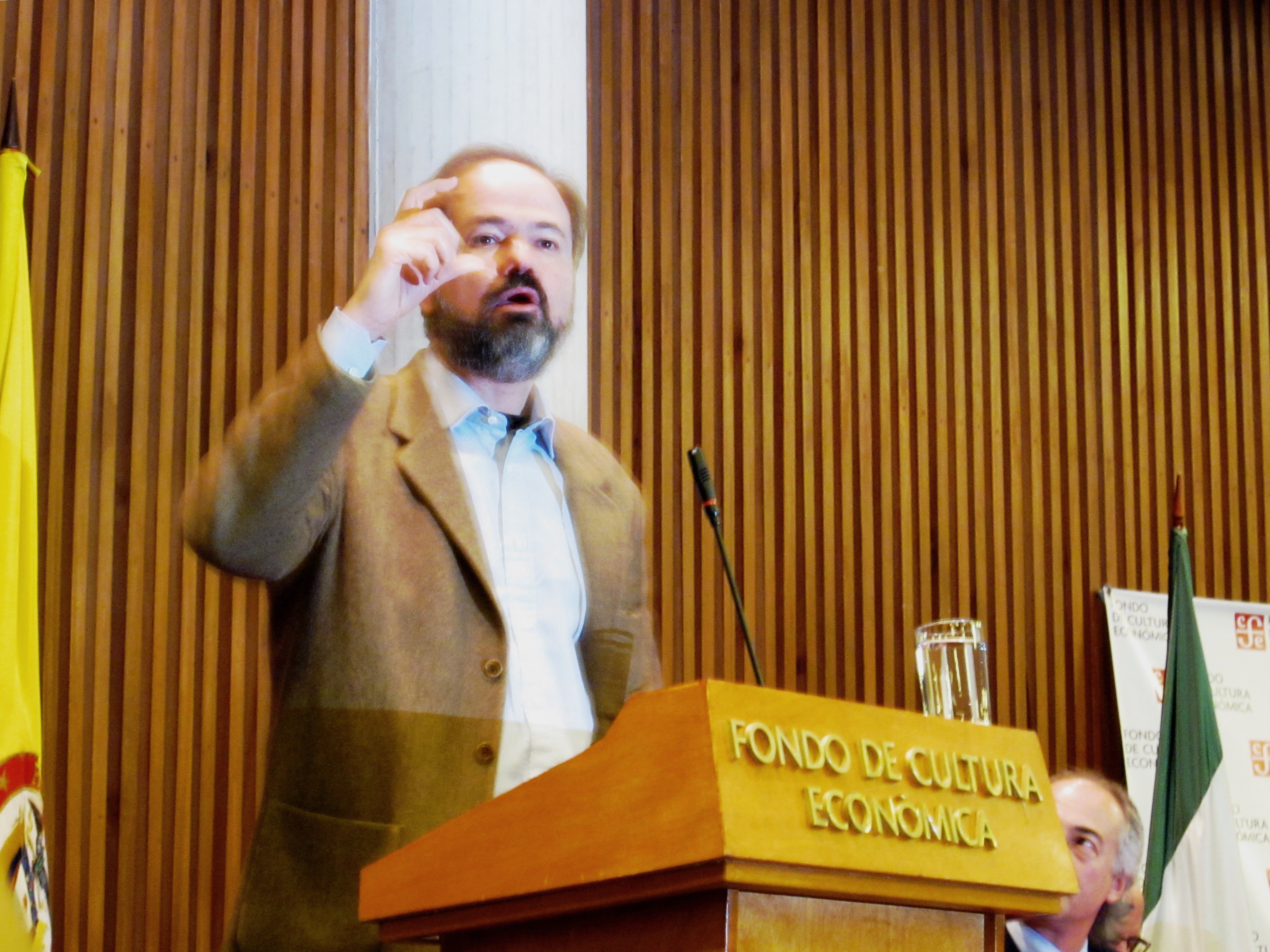
Juan Villoro en el Centro Cultural Gabriel García Márquez de Bogotá.

## Crítica a los medios digitales
Villoro ha sido un crítico recurrente de varios aspectos de las redes sociales y en general del manejo que se da a la información en los medios digitales. Al respecto, ha señalado que el comportamiento humano en esos ámbitos ha dado pie a una civilización del equívoco, indicando que "no hay identidad a salvo" y que "cualquiera puede suplantar a cualquiera", preguntándose si los respaldos digitales no serán tomados en el futuro como fuentes fiables para desentrañar el pasado, como lo son para nuestras sociedades el código de Hammurabi, la piedra Rosetta o las inscripciones del palacio de Nabucodonosor II.
Respecto a los artículos de Wikipedia, ha señalado los riesgos que suponen porque pueden servir como cajas de resonancia para difundir mentiras e incluso calumnias. En otras ocasiones, no obstante, se ha declarado un usuario asiduo de dicha página web, a la que incluso ha contribuido financieramente.

## Intereses
Desde niño, Juan Villoro ha sido aficionado al fútbol. Es hincha del Barça, influenciado por el hecho de que su padre nació en aquella región. Jugó en las divisiones inferiores de los Pumas de la Universidad Nacional Autónoma de México, pero a los 16 años dejó el equipo. A la hora de escribir sobre fútbol, se describe como aficionado de la afición. Desde su infancia es aficionado del Club Necaxa, del que tiene frases célebres, como: "El Necaxa es como la literatura, para las minorías ilustradas". Ha sido cronista en los mundiales Italia 90 para el periódico El Nacional, Francia 98 para La Jornada, Alemania 2006 y Sudáfrica 2010.
Ha escrito con asiduidad crónicas, género que define como el ornitorrinco de la prosa por la gran cantidad de influencias que pueden ocuparse para su creación.
Comenzó a escribir teatro a los 50 años. Es a su vez aficionado a la música rock y fue guionista de 1977 a 1981 del programa radiofónico El lado oscuro de la luna, de Radio Educación.
En 2002, participó con el grupo Café Tacuba en las canciones «Sashimi (Corte fino)» y «Laberinto» de la banda sonora de la película Vivir mata, de Nicolás Echevarría.
Juan Villoro es además maestro de la Fundación Gabriel García Márquez para el Nuevo Periodismo Iberoamericano y fue miembro del consejo rector del Premio Gabriel García Márquez de Periodismo que anualmente se entrega en Medellín.

## Obra

### Novela
- Villoro, Juan (2005). El disparo de argón. Madrid: Anagrama. ISBN 9788433968845. OCLC 1433679647.
- Villoro, Juan (1997). Materia Dispuesta. Madrid: Alfaguara. ISBN 9786078851294. OCLC 1415966974.
- Villoro, Juan (2004). El testigo. Barcelona: Anagrama. ISBN 9788433968685. OCLC 823328507.
- Villoro, Juan (2007). Llamadas de Ámsterdam. Buenos Aires: Almadía. ISBN 9786079723453. OCLC 1228043568.
- Arrecife, Barcelona: Anagrama, 2012
- La tierra de la gran promesa: Random House, 2022

### Cuento
- Villoro, Juan (1980). La noche navegable. México: Joaquín Mortiz. ISBN 9786070703720. OCLC 970537216.
- Villoro, Juan (1985). Albercas. México: Joaquín Mortiz. ISBN 9786070705731. OCLC 906970516.
- La alcoba dormida, Caracas: Monte Ávila, 1992 (Antología de cuentos, incluye dos cuentos inéditos "Madona de Guadalupe" y "La merienda del Papa").
- Villoro, Juan (1999). La casa pierde. México: Alfaguara. ISBN 9786078486359. OCLC 1045127526.
- Villoro, Juan (2007).  Almadía, ed. Los culpables. México: Almadía. ISBN 9789178657728. OCLC 1122198582.
- Villoro, Juan (2014). El Apocalipsis (todo incluido). México: Almadía-Unach. ISBN 9786078486762. OCLC 1200235927.
- Examen extraordinario, Fondo de Cultura Económica y Almadía, 2020 (Antología de cuentos, incluye dos cuentos inéditos "Acapulco verdad" y "Marea Alta").
- Villoro, Juan (2023). No fue penal: Una jugada en dos tiempos. México: Almadía y Universidad Autónoma del Estado de México. ISBN 9786078851508. OCLC 1411670276.

### Teatro
- El filosofo declara, Editorial: Coordinación de Difusión Cultural [UNAM] / Dirección General de Publicaciones y Fomento Editorial [UNAM] 2010
- Conferencia sobre la lluvia, México: Almadía, 2012
- La guerra fría y otras batallas. Teatro reunido, México: Paso de Gato, 2018

### Ensayo
- Efectos personales, Barcelona: Anagrama, 2001
- Villoro, Juan (2008). De eso se trata. Barcelona: Anagrama. ISBN 9788433962775. OCLC 1430649846.
- con Martín Caparrós: Ida y vuelta: una correspondencia sobre fútbol, México: Seix Barral, 2012
- con Ilan Stavans: El ojo en la nuca, Barcelona: Anagrama, 2014
- Villoro, Juan (2017). La utilidad del deseo. Barcelona: Anagrama. ISBN 9788433964168. OCLC 1420466401.
- Villoro, Juan (2023). La figura del mundo. México: Random House. ISBN 9786073828505. OCLC 1399578589.
- Villoro, Juan (2024). No soy un robot: La lectura y la sociedad digital. México: Anagrama. ISBN 9788433926708. OCLC 1437243500.

### Crónica y periodismo literario
- Tiempo transcurrido. Crónicas imaginarias, México: Fondo de Cultura Económica, 1986
- Palmeras de la brisa rápida: Un viaje a Yucatán, México: Alianza Editorial, 1989
- Los once de la tribu. Crónicas de rock, fútbol, arte y más, México: Aguilar, 1995
- Safari accidental: Planeta mexicana, 2005
- Dios es redondo, México: Planeta, 2006
- 8.8: Miedo en el espejo, Barcelona: Candaya, 2011 (crónica del terremoto de Chile de 2010)
- ¿Hay vida en la Tierra?, México: Almadía, 2012
- Balón dividido, México: Planeta, 2014
- El vértigo horizontal, México: Almadía ediciones, El Colegio Nacional, 2018

### Literatura infantil y juvenil
- Las golosinas secretas, México: Fondo de Cultura Económica, 1985
- El profesor Zíper y la fabulosa guitarra eléctrica, México: Alfaguara, 1992
- Autopista sanguijuela, México: Alfaguara, 1998
- El té de tornillo del profesor Zíper, México: Alfaguara, 2000
- Cazadores de croquetas, México: SM, 2007
- El libro salvaje, México: Fondo de Cultura Económica, 2008
- El taxi de los peluches México: SM, 2008
- La gota gorda, México: SM, 2010
- La cancha de los deseos, México: SM, 2010
- con Nicolás Echeverría; Bef (il.): La calavera de cristal, Madrid: Sexto Piso, 2012 (cómic)
- La cuchara sabrosa del profesor Zíper, México: Fondo De Cultura Económica, 2015
- Yo soy Fontanarrosa, México: Fondo De Cultura Económica, 2019
- El Profesor Zíper y las palabras perdidas, México: Fondo De Cultura Económica, 2022